# Zapasy na Letnich Igrzyskach Olimpijskich 1952 – kategoria do 79 kg w stylu wolnym
Zmagania mężczyzn do 79 kg to jedna z ośmiu męskich konkurencji w zapasach w stylu wolnym rozgrywanych podczas Letnich Igrzysk Olimpijskich 1952. Pojedynki w tej kategorii wagowej odbyły się w dniach 20 – 23 lipca.
Punktacja opierała się na systemie "złych punktów karnych". Przegrany otrzymywał 3 punkty. Zwycięzca otrzymywał zero punktów za wygraną przez "tusz" (łopatki), a jeden punkt za wygraną decyzją trzech sędziów. Uzyskanie pięciu lub więcej punktów karnych eliminowało zapaśnika z turnieju. Najlepsza trójka walczyła w rundzie finałowej. 

## Klasyfikacja[1]
| Miejsce | Nazwisko                      | Kraj                       |
| ------- | ----------------------------- | -------------------------- |
| 1       | Dawid Cimakuridze             | ZSRR                       |
| 2       | Gholam Reza Tachti            | Iran                       |
| 3       | György Gurics                 | Węgry                      |
| 4       | Gustav Gocke                  | Niemcy                     |
| 5       | Haydar Zafer                  | Turcja                     |
| 6       | Callie Reitz                  | Związek Południowej Afryki |
| 6       | León Genuth                   | Argentyna                  |
| 8       | Bengt Lindblad                | Szwecja                    |
| 9       | Danny Hodge                   | USA                        |
| 10      | Felix Neuhaus                 | Szwajcaria                 |
| 11      | Muhammad Abduh Ramadan Husajn | Egipt                      |
| 12      | Veikko Lahti                  | Finlandia                  |
| 13      | André Brunaud                 | Francja                    |
| 13      | Adalberto Lepri               | Włochy                     |
| 13      | Eduardo Assam                 | Meksyk                     |
| 13      | Pio Chirinos                  | Wenezuela                  |
| 17      | Augustus Everaerts            | Belgia                     |

## Wyniki

### Pierwsza runda[2]
| Zwycięzca          | Punkty karne | Wynik        | Przegrany                     | Punkty karne |
| ------------------ | ------------ | ------------ | ----------------------------- | ------------ |
| Callie Reitz       | 0            | Łopatki      | Pio Chirinos                  | 3            |
| Gustav Gocke       | 1            | Decyzja, 3:0 | Eduardo Assam                 | 3            |
| Haydar Zafer       | 1            | Decyzja, 3:0 | Adalberto Lepri               | 3            |
| León Genuth        | 1            | Decyzja, 2:1 | Veikko Lahti                  | 3            |
| Gholam Reza Tachti | 0            | Łopatki      | André Brunaud                 | 3            |
| Danny Hodge        | 0            | Łopatki      | Muhammad Abduh Ramadan Husajn | 3            |
| Bengt Lindblad     | 1            | Decyzja, 2:1 | Dawid Cimakuridze             | 3            |
| György Gurics      | 0            | Łopatki      | Augustus Everaerts            | 3            |
| Felix Neuhaus      | 0            | Bez walki    |                               |              |

### Druga runda[3]
| Zwycięzca                     | Punkty karne | Wynik        | Przegrany          | Punkty karne |
| ----------------------------- | ------------ | ------------ | ------------------ | ------------ |
| Callie Reitz                  | 1            | Decyzja, 3:0 | Felix Neuhaus      | 3            |
| Gustav Gocke                  | 1            | Łopatki      | Pio Chirinos       | 6            |
| Haydar Zafer                  | 1            | Łopatki      | Eduardo Assam      | 6            |
| León Genuth                   | 1            | Łopatki      | Adalberto Lepri    | 6            |
| Gholam Reza Tachti            | 0            | Łopatki      | Veikko Lahti       | 6            |
| Muhammad Abduh Ramadan Husajn | 4            | Decyzja, 3:0 | André Brunaud      | 6            |
| Dawid Cimakuridze             | 3            | Łopatki      | Danny Hodge        | 3            |
| György Gurics                 | 1            | Decyzja, 2:1 | Bengt Lindblad     | 4            |
|                               |              | Wycofał się  | Augustus Everaerts | -            |

### Trzecia runda[4]
| Zwycięzca          | Punkty karne | Wynik        | Przegrany                     | Punkty karne |
| ------------------ | ------------ | ------------ | ----------------------------- | ------------ |
| Gustav Gocke       | 2            | Decyzja, 3:0 | Felix Neuhaus                 | 6            |
| Haydar Zafer       | 2            | Decyzja, 3:0 | Callie Reitz                  | 4            |
| Gholam Reza Tachti | 0            | Łopatki      | León Genuth                   | 4            |
| Dawid Cimakuridze  | 3            | Łopatki      | Muhammad Abduh Ramadan Husajn | 7            |
| Bengt Lindblad     | 5            | Decyzja, 2:1 | Danny Hodge                   | 6            |
| György Gurics      | 1            | Bez walki    |                               |              |

### Czwarta runda[5]
| Zwycięzca          | Punkty karne | Wynik        | Przegrany    | Punkty karne |
| ------------------ | ------------ | ------------ | ------------ | ------------ |
| György Gurics      | 2            | Decyzja, 2:1 | Callie Reitz | 7            |
| Gustav Gocke       | 3            | Decyzja, 3:0 | León Genuth  | 7            |
| Gholam Reza Tachti | 1            | Decyzja, 3:0 | Haydar Zafer | 5            |
| Dawid Cimakuridze  | 3            | Bez walki    |              |              |

### Piąta runda[6]
| Zwycięzca          | Punkty karne | Wynik        | Przegrany     | Punkty karne |
| ------------------ | ------------ | ------------ | ------------- | ------------ |
| Dawid Cimakuridze  | 4            | Decyzja, 3:0 | György Gurics | 5            |
| Gholam Reza Tachti | 2            | Decyzja, 3:0 | Gustav Gocke  | 6            |

### Runda finałowa
| Zwycięzca          | Punkty karne | Wynik                       | Przegrany          | Punkty karne                    |
| ------------------ | ------------ | --------------------------- | ------------------ | ------------------------------- |
| Dawid Cimakuridze  | 4            | Decyzja, 3:0                | György Gurics      | 5 - (zaliczony wynik z V rundy) |
| Dawid Cimakuridze  | 5            | Decyzja, 2:1                | Gholam Reza Tachti | 5                               |
| Gholam Reza Tachti | 6            | Wycofał się w trakcie walki | György Gurics      | 8                               |